# Mark Tatulli
Mark Tatulli (né en 1963 à Mount Vernon) est un auteur de bande dessinée, animateur et superviseur graphique américain. Son œuvre la plus connue est le comic strip Liō.

## Biographie
Mark Tatulli d'abord travaille pour la télévision (supervision graphique et la post-production principalement) et la publicité. En 1995, il lance son premier comic strip syndiqué, mais comme après dix-mois celui-ci n'est distribué que dans deux journaux, Tatulli décide d'y mettre fin. Il se lance dans un autre strip, Heart of the City, qui raconte les aventures d'une petite fille de Philadelphie, Heart, obsédée par le show-biz et ce qui est à la mode. Le projet est accepté en 1998 par Universal Press Syndicate, lancé en novembre 1998 dans une cinquantaine de journaux et diffusé jusque dans autour de 110 journaux avant de redescendre à 88 à l'automne 2008. C'est un comic strip très classique et gentillet.
En 2005, Tatulli est licencié de son travail pour la télévision. Les revenus générés par Heart in the City ne lui étant pas suffisant pour bien vivre avec sa femme, et ses trois enfants, il décide de lancer une nouvelle série, Liō, centrée auteur d'un petit garçon vivant seul avec son père et ses animaux familiers (une araignée, un cobra, un chat, un céphalopode et un homard). Les éléments fantastiques (extraterrestres, sorcières et autres monstres) sont omniprésents et le ton souvent étrange. La série séduit Universal, qui la lance dans plus de 110 journaux en mai 2006. Dès janvier 2007, elle dépasse les 200 journaux, et approche les 300 à l'été 2008.

## Publications

### Comic strips
- Mr. Fipps, dans le Burlington County Times, 1989.
- Bent Halos, Lew Little Enterprises, 1995-1997.
- Heart of the City, Universal Uclick, depuis le 23 novembre 1998.
- Liō, Universal Uclick, depuis le 15 mai 2006.

### Recueil
- Heart of the City, Andrews McMeel, 2000.
- Liō, Andrews McMeel :

1. Happiness Is a Squishy Cephalopod, 2007.
2. Silent but Deadly: Another Liō Collection, 2008.
3. Liō's Astonishing Tales: From the Haunted Crypt of Unknown Horrors, 2009.
4. There's Corpses Everywhere: Yet Another Liō Collection, 2010.
5. Reheated Liō: A Delicious Liō Collection Ready to Devour, 2011.
6. Zombies Need Love Too: And Still Another Lio Collection, 2012.

## Prix
- 2009 : Prix du comic strip de la National Cartoonists Society pour Liō